# Orah (Nikšić)
Pour les articles homonymes, voir Orah.
Orah (en serbe cyrillique: Орах) est un village de l'ouest du Monténégro, dans la municipalité de Nikšić.

## Démographie

### Évolution historique de la population[1]
| 1948 | 1953 | 1961 | 1971 | 1981 | 1991 | 2003 |
| ---- | ---- | ---- | ---- | ---- | ---- | ---- |
| 290  | 330  | 311  | 286  | 178  | 157  | 132  |